# トーキングドラム

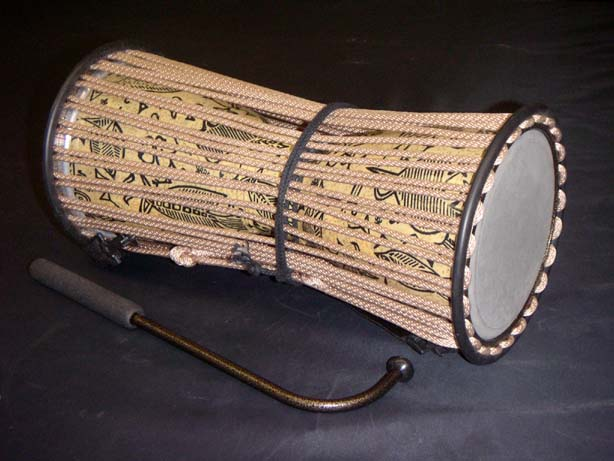
こうした砂時計型の太鼓はトーキングドラムによく用いられる

トーキングドラム（英: talking drum）または話し太鼓（はなしたいこ）は、声調と韻律を模倣して遠距離の通信や、音で口承を行う、西アフリカの太鼓の奏法である。あくまでも奏法のことであり、トーキングドラムという太鼓が存在するわけではない。ドラム・ランゲージとも呼ばれる。

## 名称
ウォロフ語、マンディンカ語、セレル語（いずれも主にセネガル）では、タマ (tama) という。
アカン語（主にガーナ）ではドンド (dondo) という。
ヨルバ語（主にナイジェリア）ドゥンドゥン (dundun) という。

## 構造
トーキングドラムに用いられる太鼓には片面太鼓や砂時計型の両面太鼓、木鼓など様々な形状がある。メッセージを表現するには2つの高さの音が必要であるため、2個一対の太鼓や木製の打楽器を用いるか、音の高さの変えられる太鼓を用いる。
円筒形のトーキングドラムはガンゴゴ、ゴンゴン、ガンガオゴなどと呼ばれている。川田順造によれば、この種の太鼓に共通点を求めるならば「円筒形の胴の両面に皮が張ってあり、打奏中に音高を変える調べ緒はなく、湾曲した木の桴で打つということ」になるという

## 奏法
右利きの奏者の場合（左利きの場合は逆）、左の脇に抱えて、脇の締め方によってひもの締め具合を変化させる。右手にはL字形に曲がり先が球状になったバチを持ち、これで叩く。左手も素手で叩き、両者を織り交ぜて演奏する。
トーキングドラムではかなり長大なメッセージを送ることが可能であり、ブルキナファソのモシ人のように長大な歴史口承をトーキングドラムで行う民族も存在する。ただし、こうしたトーキングドラムはいくつもの定型句からなっており、この定型句を知らないものは現地に長く居住していても太鼓の音の意味を理解することはできない。つまり、太鼓によって送っているものは厳密には言語というより符号であって、復号手法を身につけていないものは理解不能である。また、定型句以外のメッセージを自由に発信すると受け手はそれを言語化することができない。このため、トーキングドラムはあくまでも符号を送る手段に過ぎず、言葉を自由に「話す」ことはできないことに注意が必要である。

## 関連文献
- 梶茂樹「アフリカ人のコミュニケーション ―音・人・ビジュアル―」『言語研究』第142巻、日本言語学会、2012年、1-28頁、2022年7月3日閲覧。
- 川田順造「マンデ音文化とハウサ音文化 イスラーム音文化の地方的展開」『民族學研究』第65巻第1号、日本文化人類学会、2000年、62-77頁、2022年7月3日閲覧。
- Junzo Kawada「Notes on the Drum Language of the Ancient Mossi Kingdoms (Burkina Faso)」『Japanese Review of Cultural Anthropology』第15巻、日本文化人類学会、2014年、199-215頁、2022年7月3日閲覧。